# Ajusco
Der Vulkan Ajusco oder Cerro Ajusco (Nahuatl für Quelle) ist ein Lavadom im Nationalpark Cumbres del Ajusco des bundesunmittelbaren Hauptstadtbezirkes Mexiko-Stadt in Mexiko.
Als Teil des etwa 90 Kilometer langen Chichinautzin-Vulkanfeldes – zu dem beispielsweise auch der nur 5,7 Kilometer nordöstlich gelegene Xitle gehört.

## Nachweise
1. ↑  https://www.peakbagger.com/peak.aspx?pid=8027